# Jaume Peiró i Arbonès
Jaume Peiró i Arbonès (Barcelona, 9 de gener de 1932 - Barcelona, 11 de novembre de 2016) fou un futbolista català de la dècada de 1950.

## Trajectòria
Va començar a destacar al juvenil de la UE Poble Sec durant la temporada 1948-49, a l'edat de 17 anys. La següent temporada fitxà per l'amateur de la UE Sant Andreu, disputant també alguns partits amistosos amb el Recreativo Sants a les ordres d'Agustí Sancho. El 1951 feu una prova per l'Amateur del FC Barcelona, i Ramon Llorens decidí incorporar-lo a l'equip. El 4 de març de 1951, amb 19 anys, va debutar amb el primer equip del FC Barcelona contra el Racing a Les Corts (2-1). Peiró no va tornar a jugar a la Lliga, però sí a la Copa, contra el Sevilla i l'Atlético Tetuán. Malgrat el debut amb el primer equip, la temporada següent marxà al filial, la SD Espanya Industrial, on romangué fins a 1953. Aquest darrer any, discrepàncies amb l'entrenador Miquel Gual i una oferta rebuda per part de l'Sporting de Gijón el portaren a abandonar el Barça i fitxar per l'equip asturià. Hi jugà durant la temporada 1953-54, en la qual l'equip acabà descendint a Segona Divisió. A continuació fitxà pel Real Jaén, que jugava a Segona. En la seva primera temporada al club andalús assolí l'ascens a Primera, categoria on jugà tres temporades més, fins a la campanya 1957-58. Aquesta darrera temporada, Peiró disputà el seu primer partit oficial al Camp Nou, el 6 d'octubre de 1957, un Barça 6 - Jaén 1. Entre 1958 i 1960 jugà dues temporades al Reial Valladolid, la primera a Segona Divisió, i la següent a Primera. Va ser traspassat la temporada 1960-61 al Jerez de Tercera per 200.000 pessetes. Al club andalús fou sancionat amb 8 partits de suspensió per una agressió que no havia comès. Ja amb 29 anys va tornar a Catalunya per acabar la seva carrera al CE Manresa, on coincidí amb Joan Martínez Vilaseca, i més tard al CF Calella, ambdós de Tercera Divisió.
El 3 de novembre de 2014 el Futbol Club Barcelona va fer a l'Auditori 1899 un homenatge als jugadors supervivents que van formar part de l'equip de les 'Cinc Copes', en un acte impulsat per l'Agrupació Barça Jugadors. Els membres homenatjats del llegendari equip de principis dels anys 50, juntament amb Jaume Peiró, van ser Miquel Ferrer, Josep Duró, Joaquim Tejedor i Tresserras i Gustau Biosca.

## Palmarès
- Copa espanyola:
  - 1950-51